# シラルトロ沼

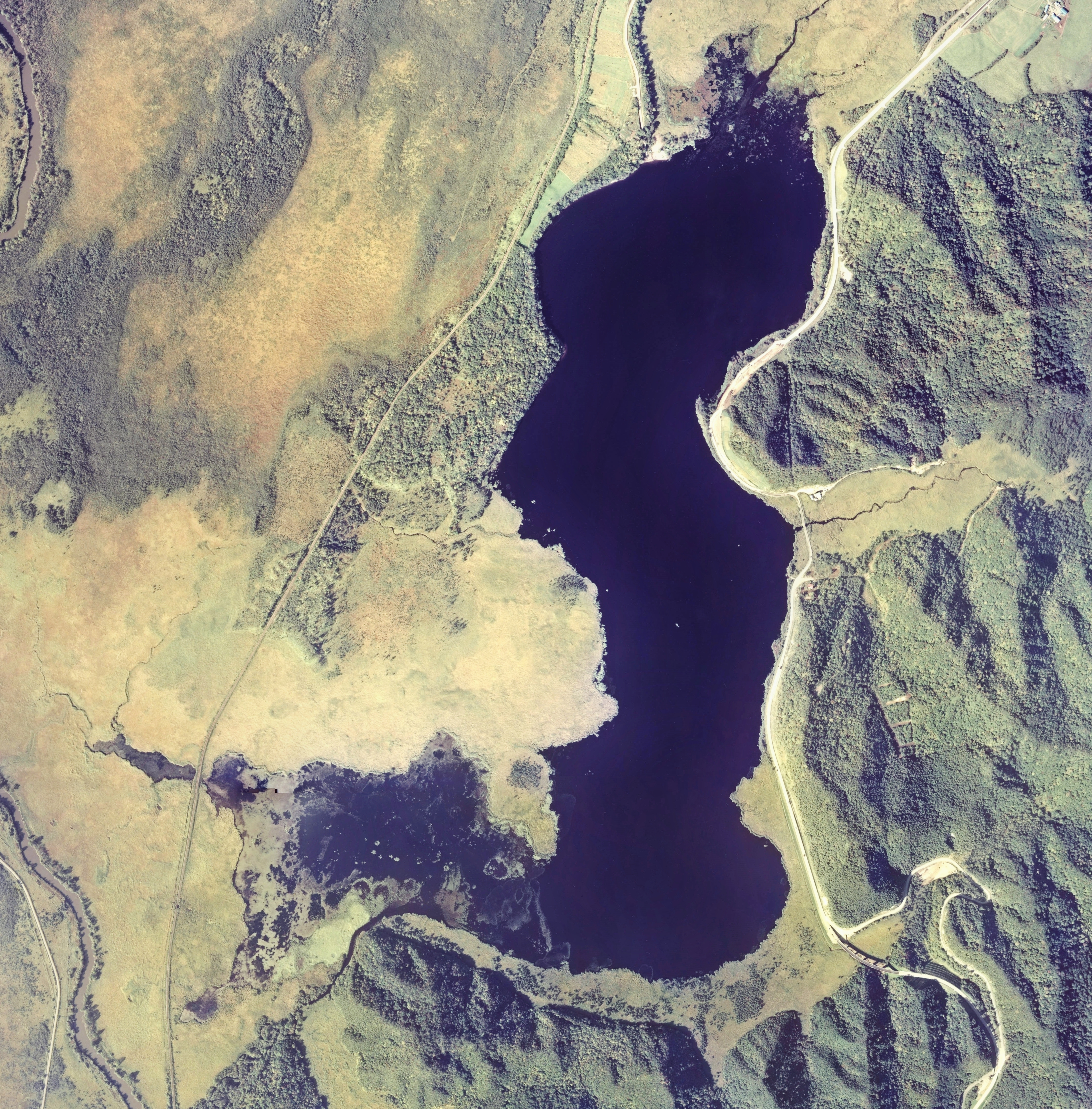
シラルトロ沼周辺の空中写真。1977年撮影の4枚を合成作成。
。

シラルトロ沼（シラルトロぬま）は、北海道東部、標茶町にある淡水湖。シラルトロ湖とも呼ばれる。釧路湿原国立公園に含まれる。

## 地理
成因は海の後退による海跡湖。
- 流入河川 : 主な流入河川としてシラルトロエトロ川等、数本の中小河川が流入する。
- 流出河川 : 水路を介して釧路川に流出する。

## 名称の由来
アイヌ語研究者の山田秀三は、永田方正などの解釈をもとにアイヌ語で「岩・の間」を表す「シラルトゥㇽ（shirar-utur）」に由来すると解釈しているが、湖周囲に岩がないことから流入河川に由来する名称ではないかと推察している。

## 自然
釧路湿原国立公園の特別地域。
1970年代の魚類調査では、スナヤツメ、イトウ、アメマス、ワカサギ、ウグイ、エゾウグイ、ヤチウグイ、コイ、フナ、イバラトミヨ、ウキゴリ、ヌマチチブが見られた。
- 鳥類:オジロワシ、アオサギ、トビ、タンチョウなど。
- 外来種であるウチダザリガニの侵入が確認されている。
- 絶滅危惧種の藻類マリモが生息している。

## 利用
湖岸にオートキャンプ場が整備されている。周辺には化石海水を由来とする温泉、冷泉が湧出している。

## 交通
- 北海道旅客鉄道（JR北海道）釧網本線茅沼駅下車
- 北海道道959号シラルトロ湖線